# Island City
Island City es una ciudad ubicada en el condado de Union en el estado estadounidense de Oregón. En el año 2000 tenía una población de 916 habitantes y una densidad poblacional de 406,5 personas por km².

## Geografía
Island City se encuentra ubicada en las coordenadas 45°20′19″N 118°2′50″O / 45.33861, -118.04722.

## Demografía
Según la Oficina del Censo en 2000 los ingresos medios por hogar en la localidad eran de $43 977, y los ingresos medios por familia eran $49 327. Los hombres tenían unos ingresos medios de $39 250 frente a los $20 486 para las mujeres. La renta per cápita para la localidad era de $19 138. Alrededor del 5,1% de la población estaban por debajo del umbral de pobreza.